# Namakura Gatana
Namakura Gatana (なまくら刀 La espada sin filo?) o Hanawa Hekonai meitō no maki (塙凹内名刀之巻?) es una película animada japonesa producida por Jun'ichi Kōuchi en 1917. Fue encontrada en una tienda de antigüedades en Osaka en marzo de 2008.

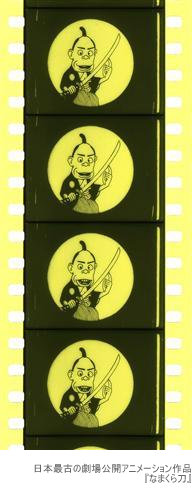
Tira de película de Namakura Gatana (なまくら刀), originalmente Hanawa Hekonai meitō no maki (塙凹内名刀之巻, 1917), antes una película perdida del animador japonés Jun'ichi Kōuchi.

Esta película es un cortometraje mudo de 4 minutos que cuenta una historia sobre la compra tonta de un samurái de una espada sin filo.

## Argumento
Un samurái compra una espada sin filo y al tratar de luchar con ella, pierde todas sus batallas.